# Свети Димитър (Филаделфи)
Вижте пояснителната страница за други значения на Свети Димитър.
„Свети Димитър“ (на гръцки: Ιερός Ναός Αγίου Δημητρίου) е църква в солунското село Филаделфи (Гювелци), Гърция, част от Сярската и Нигритска епархия. Църквата е енорийски храм на селото.
Църквата е изградена около 1950 година. Земетресението от 1978 година нанася сериозни щети на храма и той е построен наново в 1981 година. Осветен е на 2 ноември 1986 година от митрополит Максим Серски и Нигритски. Храмът е изписан.
Към енорията принадлежат храмовете „Свети Илия“, „Свети Лука“ и „Свети Дух“.